# Vertex
Vertex (Plural: Vertices) kommt vom lateinischen vertere: drehen, wenden, und bedeutet zunächst Wendepunkt, Scheitel;
ebenso aber allgemeiner Punkt, Knoten – eine Stelle, an der sich Richtungen treffen. 

Allgemein auch als Punkt, Vektor, n-Tupel oder (technischer) Datensatz bezeichnet.

## Geometrie, Graphentheorie
- In der Geometrie ist ein Vertex eine Ecke eines Polygons. (Vielecks).
- In der Graphentheorie ist er ein Synonym für einen Knoten.

## Virologie
Bei vielen Viren hat das Kapsid (mit dem viralen Erbmaterial – DNA/RNA darin) eine ikosaedrische Grundstruktur. Als Vertex wird dann speziell die Ecke des angenäherten Ikosaeders bezeichnet, durch den dieses Erbmaterial nach oder bei der Infektion aus dem Kapsid heraus in die Wirtszelle geschleust wird. Siehe Caudovirales (z. B. Escherichia-Virus T4), Mimiviridae/Marseilleviridae (z. B. Mimivirus).

## Computergrafik
In der 3D-Computergrafik ist ein Vertex ein Eck-, Brenn-, Mittel- bzw. Scheitelpunkt eines Primitivs und enthält neben einer Positionsangabe in Form eines 3D-Vektors meistens noch andere Angaben wie zum Beispiel eine Farbe, Transparenz oder eine zweite Positionsangabe, die für andere Zwecke verwendet werden kann (z. B. Texturkoordinaten). Die meisten Daten der Vertices werden durch das Shading über die zugehörigen Primitive interpoliert.
Polygonale Modellierung: Hier ist der Vertex ein Grundbaustein: Zwei Vertices ergeben zusammen die Endpunkte einer Linie, drei Vertices definieren ein Dreieck usw.
Die Umrechnung der Koordinaten der Vertices beispielsweise zur Projektion durch die virtuelle Kamera auf den Bildschirm erfolgt zumeist durch homogene Koordinaten.

## Kern- und Teilchenphysik
In der Kern- und Teilchenphysik bezeichnet der Vertex den Ursprung von Teilchenspuren. Neben dem Hauptvertex, dem Kollisionspunkt eines beschleunigten Teilchenpaares, können Nebenvertices existieren, beispielsweise von zerfallenden Tochterteilchen.
Bei den in der theoretischen Teilchenphysik verwendeten Feynman-Diagrammen werden die Wechselwirkungspunkte, an denen die Linien zusammentreffen, Vertices genannt. An einem Vertex können Teilchen erzeugt, vernichtet oder gestreut werden.
Eine zentrale Rolle spielt auch die Vertexfunktion Γ, beispielsweise in Quantenfeldtheorien, z. B. um mit der LSZ-Reduktionsformel die S-Matrix-Elemente der Streuamplitude aus den zeitgeordneten Korrelationsfunktionen einer Quantenfeldtheorie zu berechnen. Die LSZ-Reduktionsformel besagt, dass die Streuamplituden durch die entsprechenden Vertexfunktionen gegeben sind.

## Astronomie
In der Astronomie versteht man unter dem Begriff Vertex den gemeinsamen Zielpunkt der Bewegung einer Gruppe von Sternen.

## Neuroanatomie
Im Bereich der Neuroanatomie wird der Begriff ebenfalls verwendet. Mit „Vertex“ ist in der Wirbeltier-Neuroanatomie die Scheitelfläche des Schädels gemeint. Diese setzt sich üblicherweise aus vier Knochen zusammen: Den zwei Ossa parietalia, dem Os frontale und dem Os occipitale, die allesamt über die Sutura sagittalis, die Sutura lambdoidea und die Sutura coronalis miteinander verbunden sind.

## Optik
In der Optik ist der Vertex der Schnittpunkt eines optischen Elementes mit der optischen Achse. Für eine sphärische Linse ist dies in aller Regel der Pol der Linse.